# Valerio Zanone
Valerio Zanone (ur. 22 stycznia 1936 w Turynie, zm. 7 stycznia 2016 w Rzymie) – włoski dziennikarz, polityk, minister w kilku rządach i parlamentarzysta.

## Życiorys
Ukończył studia filozoficzne na Uniwersytecie Turyńskim, pracował jako dziennikarz. W 1970 został radnym regionalnym w Piemoncie. Od 1976 do 1990 i od 1992 do 1994 sprawował mandat posła do Izby Deputowanych VII, VIII, IX, X i XI kadencji.
Przez wiele lat działał we Włoskiej Partii Liberalnej, był jej sekretarzem (1976–1985), a później formalnym przewodniczącym. Sprawował urząd ministra ds. ekologii w pierwszym rządzie Bettina Craxiego (1985–1986), następnie do 1987 ministra przemysłu w drugim rządzie tego premiera. Od 1987 do 1989 pełnił funkcję ministra obrony w gabinetach, którymi kierowali Giovanni Goria i Ciriaco De Mita.
Od lipca 1990 do grudnia 1991 zajmował stanowisko burmistrza Turynu. W 1993 ustąpił z funkcji partyjnych, gdy okazało się, że jego następca na funkcji sekretarza, Renato Altissimo, jest uwikłany w aferę korupcyjną znaną jako sprawa Enimont. W latach 90. angażował się w działalność niewielkich partii liberalnych, stał na czele Federacji Włoskich Liberałów. W 2001 przystąpił do partii Margherita, a z nią w 2007 do Partii Demokratycznej.
Rok wcześniej uzyskał mandat senatora XV kadencji, który sprawował do 2008. W 2010 został członkiem Sojuszu dla Włoch, wszedł w skład władz krajowych tego ugrupowania.